# Artur Stolz
Artur Stolz (1932 – 22 maggio 2018) è stato un cestista tedesco.

## Carriera
Con la Germania Ovest ha partecipato a quattro edizioni dei Campionati europei (1951, 1955, 1957, 1961).